# Henry Dale

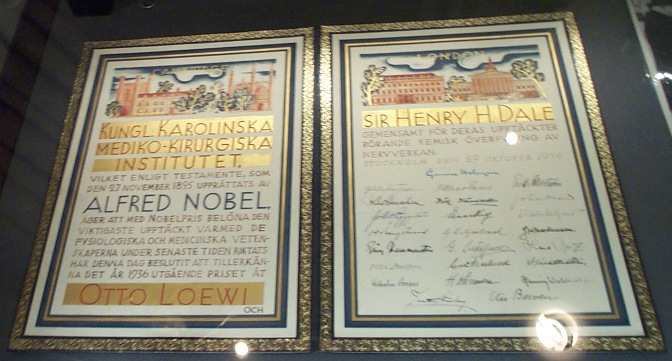
Prêmio Nobel atribuído a Dale

Henry Hallett Dale, OM, GBE, PRS (Londres, 9 de junho de 1875 — Cambridge, 23 de julho de 1968) foi um farmacologista britânico.
Recebeu o Nobel de Fisiologia ou Medicina de 1936, juntamente com Otto Loewi, por pesquisar trocas químicas no sistema nervoso.

## Honra
Se tornou cavaleiro em 1932. Em 1944, recebeu a Order of Merit (OM) e em 1948 a Ordem do Império Britânico (GBE). Foi presidente da Royal Society (PRS) de 1940 a 1945.